# 抽象表現主義
抽象表現主義（ちゅうしょうひょうげんしゅぎ、英: Abstract expressionism）は、1940年代後半のアメリカ合衆国で起こり、世界的に注目された美術の動向である。抽象表現主義という語は、1919年にワシリー・カンディンスキーの作品に記述されたのが初めてで、その後1946年にロバート・コーツが再採用したものである。また抽象表現主義はハロルド・ローゼンバーグが「アクション・ペインティング」と命名しているものの総称としても使用される。

## 主な特徴
- 巨大なキャンバス（イーゼル絵画との決別）
- 画面に中心がなく、地と図の区別がない、「オールオーバー」（均一）な平面
- キャンバスは、作家の描画行為の痕跡（フィールド）であると考え、創作過程を重視する

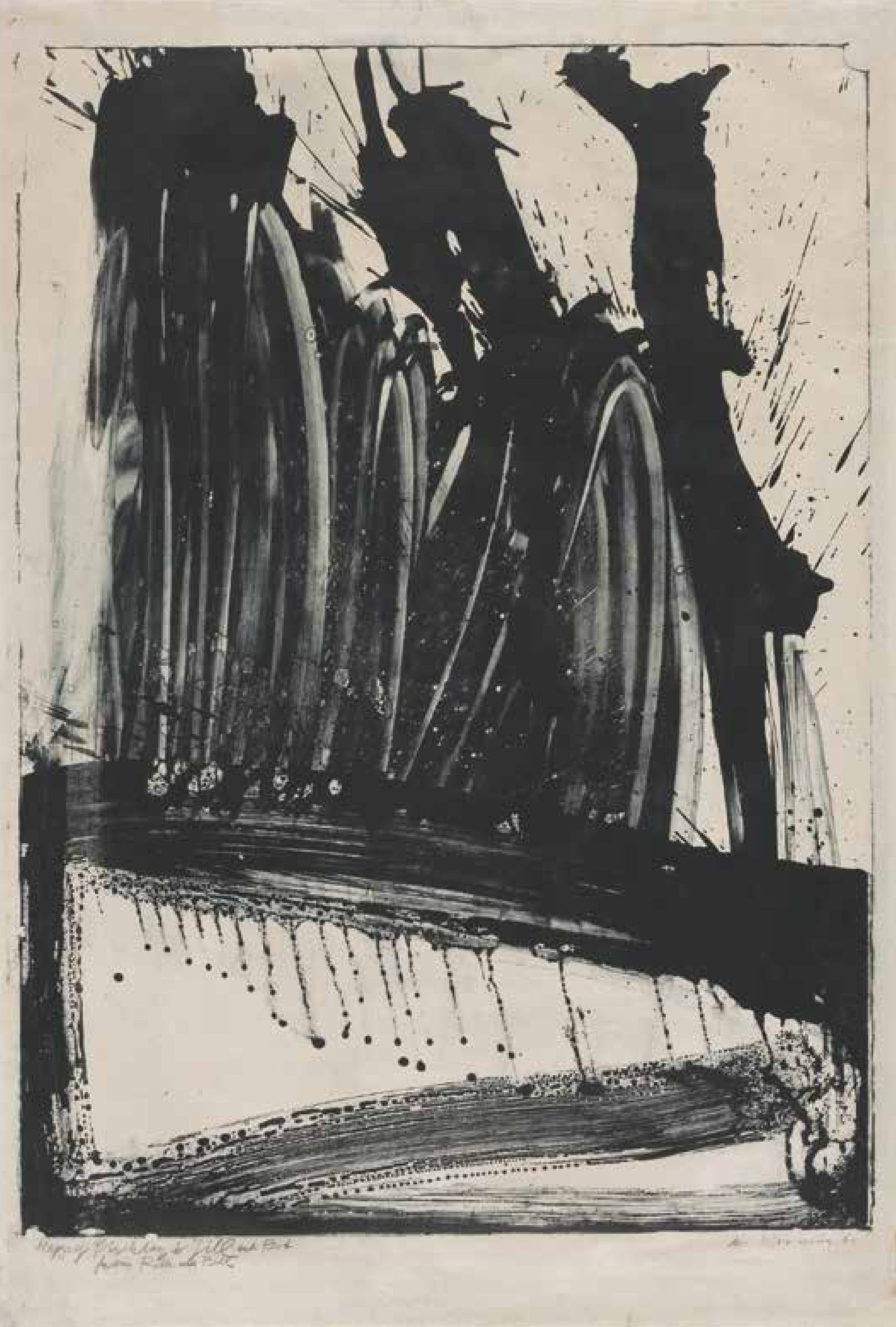
ウィレム・デ・クーニング「Litho -2」

代表的な作家は、ジャクソン・ポロック、バーネット・ニューマン、マーク・ロスコ、ウィレム・デ・クーニング、ロバート・マザウェル
などで、彼らを評価した批評家として、クレメント・グリーンバーグ、ハロルド・ローゼンバーグなどが有名である。
アメリカがはじめて世界に影響を及ぼした美術運動であり、ニューヨークがパリに代わって芸術の中心地となるきっかけになった。「ニューヨーク・スクール」（ニューヨーク派）とも呼ばれる。

## 美術の中心はニューヨークへ
1930年代のニューヨークは、ベン・シャーンら、労働者の貧しい現実や社会問題を描くリアリズム絵画や、「アメリカ地方主義絵画」が全盛で、モダニズムは肩身の狭い存在だった。そこにヨーロッパから渡米したハンス・ホフマン、ジョゼフ・アルバースらがグリニッジ・ヴィレッジで私塾を開き、抽象絵画を教え始めた。アメリカ人彫刻家のイブラム・ラソーのスタジオにも、アド・ラインハート、アルバースらが集い、のちに「アメリカン・アブストラクト・アーティスツ」という組織に発展した。ロスコやポロックなど、後の抽象表現主義のスターとなる作家たちがこうした中にいた。そして1940年代前半には、第二次世界大戦の戦火を避けて、ヨーロッパからシュルレアリスム、抽象絵画、バウハウス関係者など、美術家、音楽家、建築家、デザイナーら、あらゆる種類の前衛芸術家たちがニューヨークに亡命してきた。
彼らがアメリカに感じた魅力は、自由と豊かさ、大勢のパトロンの存在だったといえる。そしてアメリカの若い芸術家たちにとっても、ヨーロッパの最先端を吸収する絶好の機会となった。
第二次世界大戦以前は、アメリカ人の若い画家や彫刻家たちは、芸術の本場であるヨーロッパのパリなどに留学して学ぶことが一般的だった。アメリカはヨーロッパから一方的に学ぶ側で、アメリカ人の蒐集家たちも自国の作家よりヨーロッパの作家の作品を買い集めていた。たまに個々のアメリカ人画家や彫刻家がヨーロッパで評判になることはあっても、大きな影響を与えるようなことはなかった。ヨーロッパの前衛を担う人々がアメリカに移ってきたことで、アメリカでもモダニズムが開花し、ニューヨークの美術は先鋭的なものへと変わった。

## 影響源

### シュルレアリスム
若い美術家たちに大きな影響を与えたのはシュルレアリスムである。サルバドール・ダリのような潜在意識（欲動）の世界を具象的に描く絵は大衆的に人気を博した。またマックス・エルンストに代表されるオートマティスムも大きな影響を与えた。ジャクソン・ポロックの床にキャンバスをおいて描く絵も、インディアンの砂絵のほかに、エルンストなどの影響が指摘されている。

### 表現主義と抽象絵画
「抽象表現主義」は、はじめ第1次世界大戦後のヨーロッパ絵画に使われた言葉であったが、1946年、評論家のロバート・コーツによってアメリカの美術運動にこの語が当てはめられ、普及した。「抽象」という言葉はバウハウス、未来派、キュビズム、その他1930年代の抽象絵画などの非具象の美学を引き継いでおり、「表現主義」という言葉はドイツ表現主義などの自己表現、激しい感情の表現を引き継いでいる。
激しい感情をキャンバスに叩きつけるようなウィレム・デ・クーニングの作風が典型的と思われがちであるが、マーク・ロスコのように単純に色面を並べる作品や、赤や黒などの単色を塗っただけのバーネット・ニューマン、アド・ラインハートらの画家が抽象表現主義のカテゴリーにくくられている。

### アメリカ固有の風土
若い美術家たちはヨーロッパの前衛美術家たちだけから影響を受けたわけではなかった。彼らを育んだアメリカの国土や歴史も表現の源泉である。広い国土、抽象的なまでに地平線まで開けた風景、焦点になるものがなくどこまでも均質に均質に広がる風景など、ヨーロッパと違う巨大な国土が彼らの作品制作の意識の根底にある。
また、特に強調すべきなのは、アメリカ大陸の先住民の美術が1940年代に大きな影響を若いアメリカ人美術家らに与えたことである。大地の上に描かれるインディアンの砂絵やエスキモーの造形物の原始的な美など、その造形センス、大地の上に直接描くというヨーロッパの伝統的な絵画にはない手法などが、ヨーロッパの借り物でない「アメリカの美術」の形成に大きな役割を果たした。
開拓時代以降、ヨーロッパに学び続けたアメリカ絵画は、林や湖や動物といったヨーロッパ的な風景を描くことが多かった。アメリカ人はこの時代までの長い間、アメリカ固有の風景からも先住民の造型感覚からもあまり学ぶことがなくもっぱらヨーロッパを見続けていたといえる。

### 壁画の経験
また、1930年代には多くの若いアメリカ人美術家が、すぐ間近のメキシコで活動し1930年代にはアメリカでも展開されたディエゴ・リベラ、ダビッド・アルファロ・シケイロス、ホセ・クレメンテ・オロスコらのメキシコ壁画運動に助手などの形で関与し、その壁画や大画面という形式に影響を受けた。また大不況の時代、多くの美術家が連邦政府の芸術家救済プロジェクト「連邦美術計画」(FAP)に雇われてアメリカ各地の建物の壁に絵を描くプロジェクトに従事し、大きな壁いっぱいに壁画を描く体験から大画面に描く喜びや大画面ならではの効果に目覚めた者もいる。

## 抽象表現主義の出現

### キャンバスを「場」として
こうして、大きなキャンバスにおのおのの抽象表現を試みる美術家が続々と出現した。彼らは最大5mを超える超大型のキャンバスをしばしば使った。彼らはこの巨大キャンバスを、現実のものの姿形をそのまま引き写して描く画面とせず、大きなキャンバス布と格闘するように体をいっぱいに使って抽象的な色や形を叩きつける「場所（フィールド）」に変化させた。
具象・抽象を問わず美術に対するヨーロッパの伝統的な固定観念であった、「絵画は布や紙の上に物の形や画家の思想を描いたもの」という捉え方を打破し、絵画とは「美術家が「場」において体を動かして「描く」という行為を行った痕跡」として、その痕跡であるキャンバスを彼らはそのまま呈示した。
その巨大なスケールの中に描かれた難解で抽象的な線・形・色面は、その前に立つ者を包み込んで圧倒し、内容を理解するしないに関わらず、とにかく崇高な印象を与えた。画家は、キャンバスをイーゼルにかけて静かに描く人物から、キャンバスを相手に闘う英雄となった。
これらの抽象表現を、（ピエト・モンドリアンらの流れを汲むような）幾何学的な抽象表現である「冷たい抽象」に対し、行為や色面で感情表現をするような「熱い抽象」と呼ぶこともあった。

### アクション・ペインティング
抽象表現主義の中でも、代表的な人物はジャクソン・ポロックであろう。彼は床に置いたキャンバスの上を動き回り、ペンキを垂らしたり撥ね付けたりという型破りな描き方で注目を集めた。アドルフ・ゴットリーブ、ウィレム・デ・クーニングらの激しい筆致も全身を使った画家の激しい動きによって描かれたことを見るものに感じさせた。
彼らの作品のように、描かれているもの以上に美術家がキャンバス上で行ったであろう行為を強く感じさせる絵画を、評論家ハロルド・ローゼンバーグは「アクション・ペインティング」と呼んで擁護し世間に紹介した。彼らは、その常識外れの描き方やできた作品の激しさから、40年代後半から50年代前半にかけてマスコミにスキャンダラスに取り上げられ有名になり、保守的な評論家やマスコミなどからは「誰でもかけそうな、子供の落書き」と攻撃されたが、その作品の直接的な強さや生命力は大戦後の人々をひきつけるものがあり熱狂的な支持も生んだ。またアメリカに一連のスター画家が生まれているという印象を国内外に与えることになった。
アクション・ペインティングは、フランスの「アンフォルメル」や日本の「具体」など、同時期に世界中で同時多発的に行われていた、「描く内容」よりも「描く行為、描き方」を重視する一連の運動とも同時に語られ、戦後のアメリカを代表する同時代美術として見られるようになった。

### カラーフィールド・ペインティング
同じ抽象表現主義としてくくられながら、アクション・ペインティングより静かな印象を与えるのが「カラーフィールド・ペインティング」であろう。こちらはその名のとおり、行為によってよりも「色彩」によって、観客を包む「場」を形成するような作品といえる。
キャンバス全体にあまり多くない数の色面が大きく、バランスよく配されている。またその色面には中心や焦点がなく、「地」と「図」の区別もなく、厚みもなく平面的で、どこをとっても均質で、画面を越えて色面がどこまでも続いているように見える、「オールオーバー」といわれる画面作りがされている。
彼らは、絵画はのぞき窓ではなく、絵の具を乗せた単なる平面だと認識した。そのため、画面の中に三次元の奥行きや世界があるように錯覚させる陰影や透視法などヨーロッパ絵画の伝統的な「イリュージョン」は全面的に否定している。また花や人物といった主役となる中心（ヒエラルキー）は「地」と「図」の区別をつくってしまうためこれも完全否定され、平面自体が主役となるように作品を作っている。
たとえばバーネット・ニューマンの、人間以上に大きな大画面を一つの色彩で覆いつくし、そのなかに人間の姿を象徴するような一本の白く縦長の細長い色面（「zip」）を置いて崇高さを醸し出す作品、マーク・ロスコの、大画面に巨大な色面を、何重にも色彩を塗り重ねて作り出した、色が画面からじわじわと放射されるような作品、アド・ラインハートの一色だけで塗られた大画面のように見えて、実は格子状にほんの少し違う色が描き分けられている作品、モーリス・ルイスの下塗りをしないキャンバスに薄めた絵具をたらして、偶然性によりいろいろな色の染みやにじみを作り出した作品（まさに平面そのもの）など、多くは大画面が奥行きのない一つの色で塗られ、それが絵画としての場を形成するようなものである。また、カラーフィールド・ペインティングの特徴は、実は先述のアクション・ペインティングの美術家にも共通しており、ポロックなどのペンキのドリップはまさにオールオーバーに大画面を覆いつくして焦点も始めも終わりもないかのように見える。
これを1950年代から60年代にかけて理論的に主導したのが評論家クレメント・グリーンバーグである。彼はこれらの美術家を1964年に自ら企画した展覧会名にちなみ「ポスト・ペインタリー・アブストラクション」（「絵画的抽象以降の抽象」、「地」に何か「図」が描いてある絵画的な状態を克服して、平面的で一切のイリュージョンを廃した抽象画）と呼んだが、最初にニューマンを評した際に使ったカラーフィールド・ペインティングが定着した。
グリーンバーグは、かつて1930年代に「アヴァンギャルドとキッチュ」という評論を書き、大衆向けの文化を前衛の反対にある俗悪なキッチュだと断じ、明確な主題を持たないがゆえに大衆を寄せ付けない難解な美術を称揚した。戦後になって、さらに「フォーマリズム」の理論を深化させて独自の理論を打ちたてモダニズムを擁護し、抽象表現主義をフォーマリズムに即した美術として賞賛した。
フォーマリズムとは、描かれた内容より形式（フォーム）を重視し、内容からではなく形式から作品を解釈する美学理論でありその歴史は古いが、グリーンバーグは内容より形式にこそ美術を批判的に評価し前進させる力があると考えた。アカデミックな写実に反抗しキュビズムなどから始まったモダニズムは、それ自体の「内的論理」、つまり「自己批評」（美術についての美術であること）と「自己規定」によってある必然的な結論へと突進し、もっとも純粋な美術の形態へと至ることになっている、と彼は言う。絵画が三次元の再現ではなくただの平面だと気づいた初期の抽象画家たちの段階から、いまだ絵具を昔同様に形態・輪郭・色彩に分割されるように用いている幾何学的抽象などの段階を経て、最終的な結論である「形態的な純粋性」にいたり、形態・輪郭・色彩が平面上ですべて一つになるスタイルが完成する、というのが彼の説であった。余計な要素を絵画からそぎ落とし必要で根本的な要素にまで還元することによりモダニズムが最終的な美術の形態になるという彼の議論は美術界に大きな影響を与えた。グリーンバーグはフォーマリズムの立場から批評を加え美術家たちの制作にも介入し、美術家の側もフォーマリズムの理論に沿うべく、イリュージョンを廃し平面的で色面以外の何をも描かない抽象画を作ることを心がけた。

## 1950年代のアメリカ美術の興隆
1940年代終わりから50年代前半にかけ、アメリカ国内で、それまでヨーロッパ美術の後追いとしか見られていなかったアメリカ美術の興隆が意識されるようになった。グリーンバーグは1948年に、西洋美術の将来はアメリカ美術、それもマンハッタンの34丁目の南にいる50人ばかりにかかっている（が、アメリカ社会の保守性のため滅亡寸前にあると悲憤慷慨する）という論文を発表しているが、50年代には次々現れるアメリカの若手美術家の力量がアメリカ国内で評価されるようになった。グリーンバーグやローゼンバーグは抽象表現主義絵画を盛んに紹介し、理論付けることで美術界を活気付け方向付けた。やがてヨーロッパの文化に対し、アメリカの文化が拮抗し逆転するようになったとの国家意識がアメリカの芸術・文化関係者の間で芽生え始めた。画家や批評家からなる「ニューヨーク美術界」がマンハッタンの南のダウンタウンに出現し、そこへマンハッタンの北にあるアップタウンから美術館・画廊・名家・財閥・成金たちがアメリカの抽象表現主義に殺到するようになるまで幾年もかからなかった。
抽象表現主義は、アメリカに豊かな創造性や生命力を持った絵画が生まれ得る事を証明し、ヨーロッパの美の基準に基づかないアメリカ独自の美学が誕生したことを宣言した。
同じく50年代にはフランス、イギリス、西ドイツなどヨーロッパ各国でアメリカ美術が盛んに紹介され始め、世界の最先端との評価を得るようになった。50年代前半にはまずパリでジャクソン・ポロック展が開催され、美術雑誌がアメリカ美術の特集を組んだ。50年代後半にはイギリスでもアメリカ美術に興味がもたれるようになり、ニューヨーク近代美術館が企画したポロック展やアメリカ現代美術家のグループ展など、複数のアメリカ美術の展覧会がヨーロッパ諸国を巡回した。この頃アメリカとフランスは美術の前衛の主導権争いを繰り広げる形となったが（「抽象表現主義」対「アンフォルメル」）、抽象表現主義につづきポップアートやミニマルアートなど西洋美術・現代美術を主導する美術運動や美術理論がアメリカから登場することで、1980年代まではヨーロッパ美術に対しアメリカ美術が主導権を持ち続けた。

### 冷戦下のCIAの美術工作
抽象表現主義は、冷戦下の政治の力の側面支援を受けたとも見られている。
抽象表現主義は50年代前半、思想戦・情報戦の武器としてCIAの関心を引くところとなった。東側諸国との冷戦のさなか、CIAは抽象表現主義の美術家や批評家を援助し世界に広めることにより、アメリカには「思想の自由」と「表現の自由」があり、政治・軍事・経済だけでなく文化面でも大きな成果を成し遂げたという証明にできると考え、ソビエト連邦の芸術や文化の硬直性に対し有利に立てると考えた。
アメリカや主にヨーロッパを中心とした進歩的文化人など、世界中の文化人に対するソビエトの影響力は圧倒的で、アメリカは哲学や芸術の世界では常に悪役であり劣勢にあった。この劣勢に対し、CIAは美術も含めたアメリカの芸術の自由さと斬新さ、先端性をアピールすることで、文化人に対するソビエトの影響をそぎ、アメリカの影響を高めようとした。また西洋の芸術のモダニズムや前衛の成果や運動は、今やアメリカの美術界が引き継いだと証明するために、抽象表現主義とその理論が利用された。こうして抽象表現主義は、「冷戦下の文化戦争の尖兵」となることになる。
CIAがいかにしてアメリカの抽象表現主義を世界へ宣伝するために、「文化自由会議」（Congress for Cultural Freedom）を通じて1950年から1967年までの間、展覧会や美術批評活動に対し資金面や組織面で協力したかは、「The Cultural Cold War: The CIA and the World of Arts and Letters」という本に詳しい。
もっとも各国での美術工作の効果はさまざまだった。自国の伝統の深さからアメリカの芸術や理論を受け入れなかった先進国や第三世界諸国も多かった反面、多くの国では、グリーンバーグ的フォーマリズムよりも、ローゼンバーグ的なアクションペインティングが受容された。また、アメリカの美術や美術理論が時として自国の体制や資本主義に対する批判も行っているという点は、アメリカには「抵抗の自由」もある、と文化人が抵抗のモデルをアメリカ芸術に求めることになり、多くの国の進歩的文化人が自国に対する批判としてアメリカ芸術を受容することにもなった。

## 運動の終わりと影響
抽象表現主義は1950年代終わりにはエルズワース・ケリー、アレクサンダー・リーバーマン、フランク・ステラ（初期）らによる「ハードエッジ」（刃の鋭い縁のように、絵画表面もその理論も研ぎ澄まされた画風を評してこう呼ぶ）にまで行き着いた。彼らはアクション・ペインティングや、戦前の抽象画の一大勢力だった幾何学的抽象を敵視し、形態も色彩もごくごく単純で平面的にすることで更なるイリュージョンの排除を意図していた。
そして抽象表現主義は1960年ごろから影響力を失い始める。あまりに還元主義的な理論は、絵画を次第に堅苦しく単調なものとし、運動は硬直化を始めていた。そこへネオダダやポップアートなど、廃物や大衆的なイメージなどを流用した具象的な美術が現れて抽象表現主義に対する反発がはじまった。美術界や大衆はそれらに激しく反発しつつ、次第にその流れを支持するようになった。パトロンたちはポップアートをより楽しめる作品だと歓迎し、冷戦下の文化戦争の当事者たちもアメリカの豊かさと自由をより訴えることのできる美術だと評価した。
評論家レオ・スタインバーグ
は、ネオダダの作家ジャスパー・ジョーンズらの国旗や標的をそのまま画面いっぱいに描いた作品を、もともと「フラット」な記号を選ぶことで、さらにそれをわざとむらのある筆触で描くことで一層平面的に見せ、形式的には平面をおしすすめることに成功し、一方文学的な内容を導入することなく、日常の記号を美術に取り入れて非文学化しており、形式対内容の争い（フォーマリズム）を超え、総合した次元に至っていると解説する。さらに抽象表現主義の色面の世界は、平面的に見えながら実は空間や雰囲気をかもし出して見る者はその画面の中に意識を浮遊させることができる「擬似平面的」なものだが、ラウシェンバーグの絵画は単なる記号なので意識を画面中に入れることのできない完全な平面である、と抽象表現主義を論難した。
ローゼンバーグやグリーンバーグは当初ポップアートを俗悪だと批判したものの、旗色の悪さは鮮明で、のちにポップアートのいくつかを認める発言を行っているが、影響力は失墜した。抽象表現主義やフォーマリズムは影響を失ったが、抽象表現主義の美術家たちはその後も一貫して制作を続け、後の画家にも影響をあたえている。
たとえば、ハードエッジは、1960年代後半の抽象主義の逆襲ともいえるミニマルアート（ミニマリズム）につながっている。また1990年代以降、グリーンバーグらのフォーマリズム理論は改めて評価されている。

## 関連作家
- ウィレム・デ・クーニング
- アーシル・ゴーキー
- アドルフ・ゴットリーブ
- フィリップ・ガストン（英語版）
- リー・クラズナー（英語版）
- バーネット・ニューマン
- ジャクソン・ポロック
- モーリス・ルイス
- アド・ラインハート
- マーク・ロスコ
- クリフォード・スティル（英語版）
- エルズワース・ケリー
- アレクサンダー・リーバーマン
- フランク・ステラ